# Priaranza del Bierzo
Priaranza del Bierzo ist eine Gemeinde in der Provinz León der Autonomen Region Kastilien und León und Hauptort des gleichnamigen Municipios. Es liegt südwestlich von Ponferrada, Haupterwerbszweig ist der Weinanbau und -verarbeitung, die lokalen Feste sind „Las Candelas“, 6. Februar, und „El Salvador“, 6. August.

## Zeitgeschichte
In Priaranza schloss sich 2000 eine Bürgerinitiative zusammen und öffnete im Dezember des Jahres das erste Massengrab ermordeter und anonym beseitigter Franco-Gegner. Diese Aktion wird als Startschuss für die Gründung der Asociación para la Recuperación de la Memoria Histórica (Vereinigung für die Wiedererlangung des historischen Gedächtnis) gesehen, die mit der Suche und Öffnung der Massengräber die spanische Bürgerkriegsgeschichte aufzuarbeiten sucht.

## Sehenswürdigkeiten
- Castillo de Cornatel

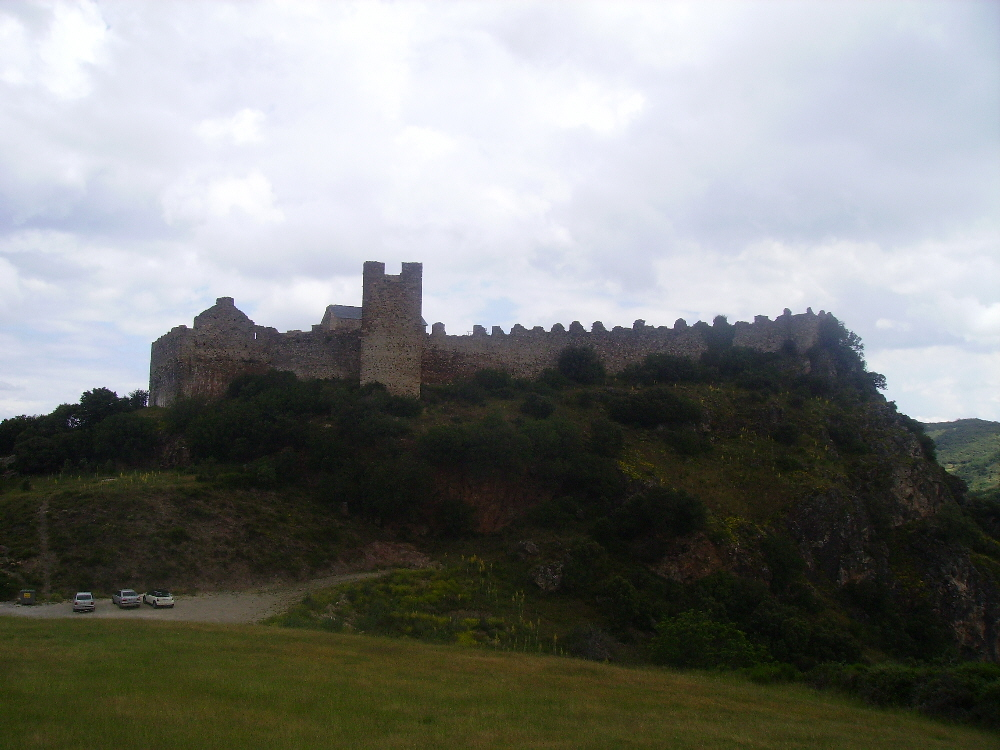
Castillo de Cornatel

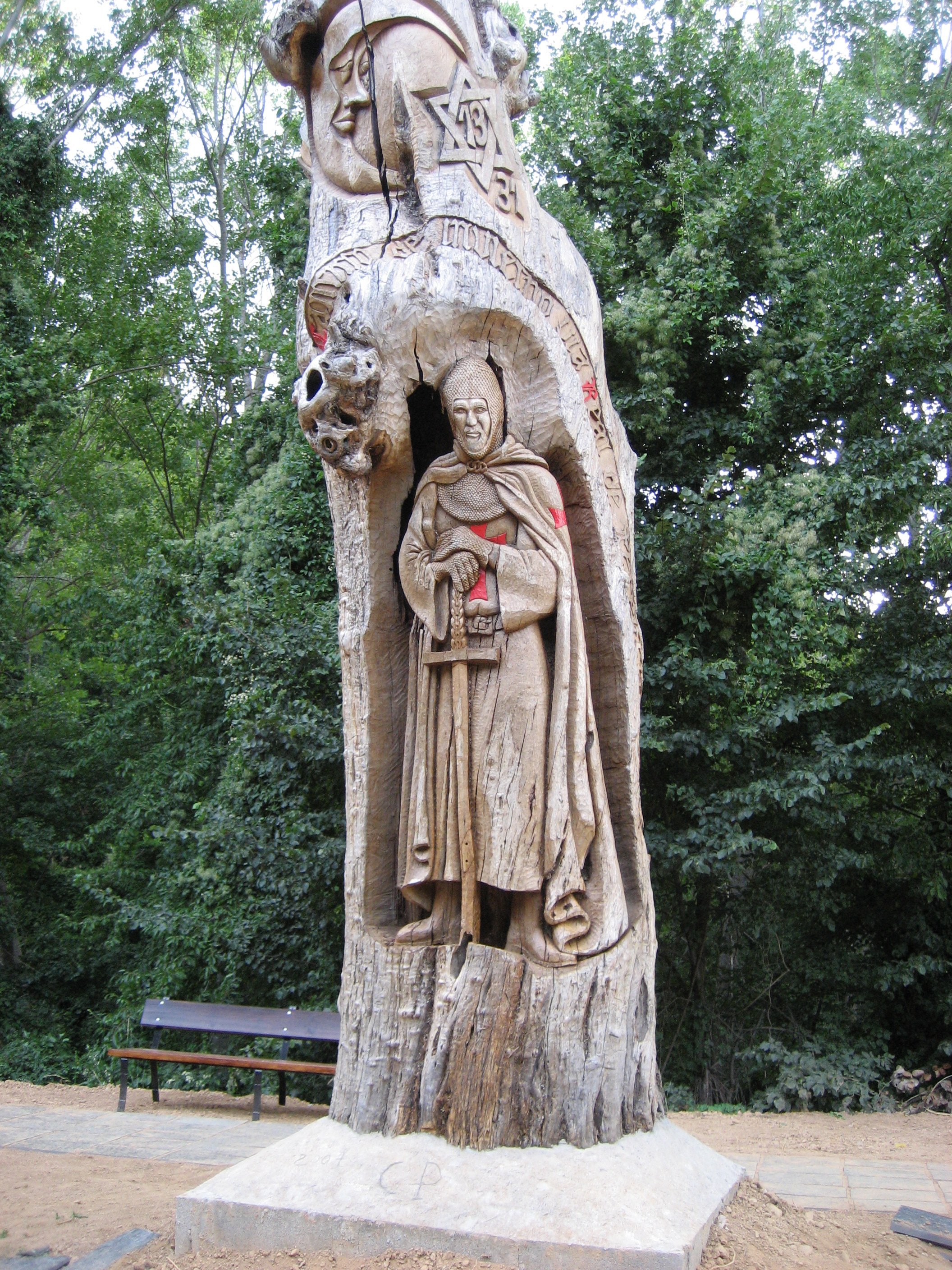
Skulptur eines Tempelritters in einen Baumstamm geschnitzt, Santalla del Bierzo

Burg im Municipio Priaranza del Bierzo, die im 13. Jh. erstmals unter dem Namen Castillo de Cornatel erwähnt wurde, im 15. Jh. fällt sie den Auseinandersetzungen der Revuelta Irmandiña zum Opfer. Nach dem Wiederaufbau ging sie durch die Hände verschiedener Feudalherren, bevor die letzten Besitzer sie im Jahr 1900 an die Gemeinde Villavieja übergaben. Eine Theorie hält es für möglich, dass Vorgängerbauten spätestens seit Römischer Zeit für militärische Zwecke genutzt wurden. Die Theorie ist strittig, träfe sie zu, hätten militärische Installationen an diesem Ort Römern, Westgoten, den christlichen Streitern der Reconquista und den Tempelrittern gedient. Als Name für die Vorgängerburg wird dabei das heute nicht mehr lokalisierbare Castelo de Ulver genannt.
Das Castillo de Cornatel ist Schauplatz des romantischen Ritterromans El Señor de Bembibre von Enrique Gil y Carrasco.

## Municipio Priaranza del Bierzo
Zum Municipio gehören weitere Ortschaften, die teilweise in lokalen Räten, den Juntas Vecinales (wörtlich: nachbarschaftliche Räte), verfasst sind. Diese sind: Priaranza del Bierzo, Villalibre de la Jurisdicción, Santalla del Bierzo, Paradela de Muces und Villavieja. Ferradillo und Rioferreiros sind verlassene Ortschaften.
| 1991 | 1996 | 2001 | 2004 | 2006 |
| ---- | ---- | ---- | ---- | ---- |
| 1015 | 1021 | 920  | 865  | 918  |

## Söhne und Töchter
- Francisco Prada Carrera CMF (1893–1995), römisch-katholischer Ordensgeistlicher, Bischof von Uruaçu in Brasilien